# Памятники Белорецка

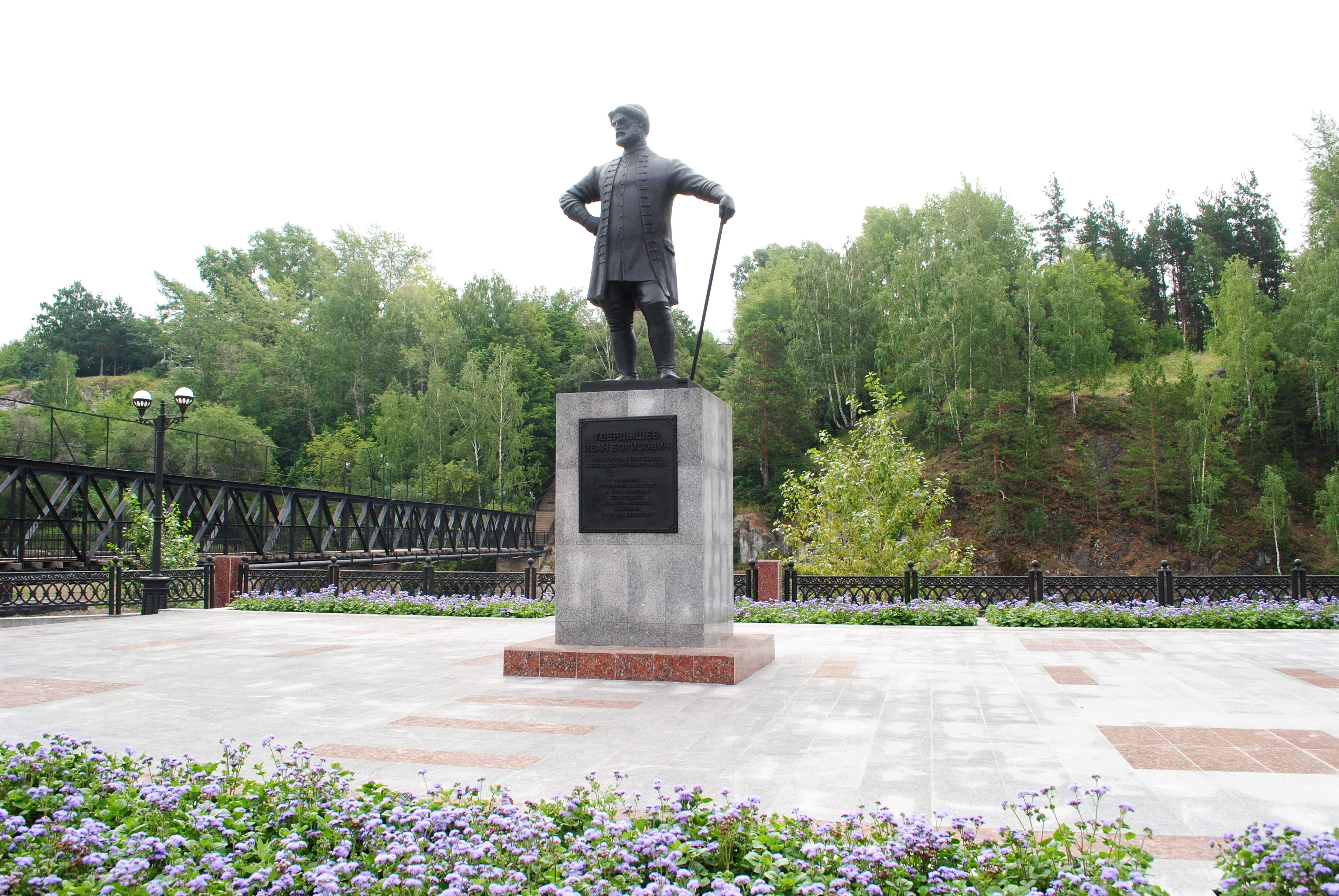
Памятник основателю Белорецкого железоделательного завода Твердышеву Ивану Борисовичу

Памятники в городе Белорецк Республики Башкортостан связаны как с историей города Белорецк, так и историей России. Белорецк имеет богатую историю. Белоречане принимали участие в ликвидации аварии на Чернобыльской АЭС, участвовали в Афганской войне, боролись за Советскую власть, воевали на фронтах Великой Отечественной войны. Соответственно, этим событиям и их участникам в Белорецке сооружены памятники.

## Памятники и мемориальные комплексы
- Памятник учителям и учащимся школы № 1, павшим в годы ВОВ — автор П. Е. Казбан.
- Памятник учителям и учащимся школы № 15, павшим в годы ВОВ — открыт в 1968 году, автор- учитель П. В. Тихонов.
- Памятник белорецким металлургам, павшим в боях за Родину в годы ВОВ, мемориальный комплекс (г. Белорецк 1975 г.) — представляет собой ансамбль, в центре которого возвышается стела с надписью «Вечная слава металлургам, павшим в боях за Родину 1941—1945». На её вершине барельеф ордена Великой Отечественной войны. На мраморной стене прямоугольной формы увековечены имена более 800 рабочих, инженеров, служащих БМЗ, не вернувшихся с войны.
- Аллея Славы (мемориал с вечным огнём, бюсты белоречан — Героев Советского Союза) — Вечный огонь с мемориалом и с 13 бронзовыми бюстами белоречан — Героев Советского Союза, 2 бронзовых бюста Героев России и бюста полного кавалера орденов Боевой Славы.
- Обелиск воинам-белоречанам 298 стрелкового полка
- Памятник лётчикам-белоречанам, павшим в годы ВОВ — на гранитном постаменте установлен настоящий чехословацкий самолёт, под ним надпись «Лётчикам -белоречанам, участникам Великой Отечественной войны».
- Памятник Герою Советского Союза А. Г. Серебренникову
- Памятник П. В. Точисскому (1959 г.) — Представляет собой бронзовый бюст на мраморном постаменте высотой 1,5 м. Надпись: «П. В. Точисский, 1864—1918».

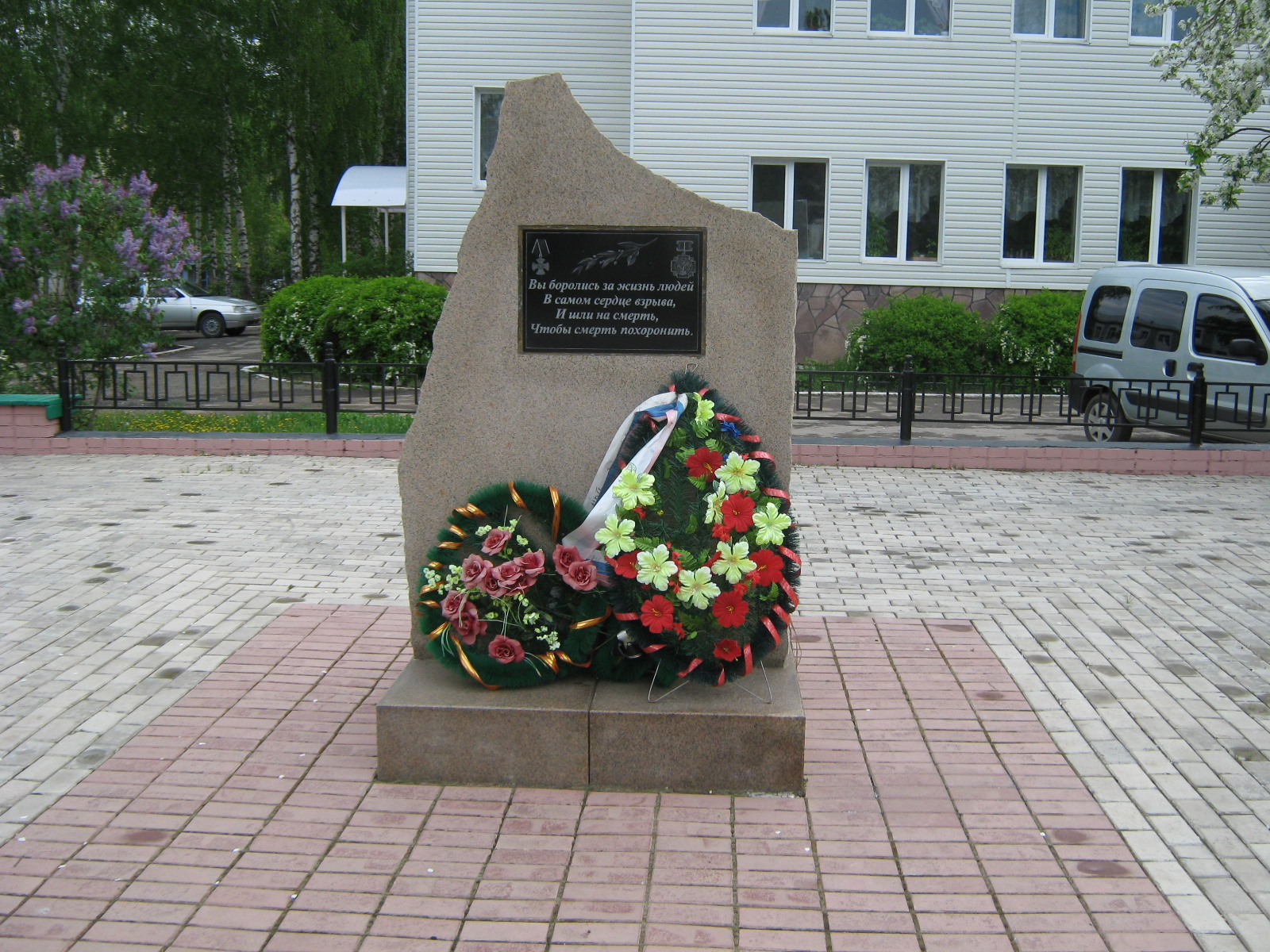
Памятник ликвидаторам аварии на Чернобыльской АЭС

- Памятник 40 павшим борцам за Советскую власть в годы Гражданской войны — обелиск сделан каменщиками мартеновского цеха. В ореоле лаврового венка на фоне приспущенных знамён надпись «Сорока павшим в 1918 г. за дело революции — героям -красногвардейцам».
- Памятник 24 павшим борцам за Советскую власть в годы Гражданской войны — возведён в 1928 году в честь 10-летия с начала освобождения Белорецка от белогвардейских войск на месте братской могилы по ул. Кольцевая установлен обелиск, увенчанный Красной звездой с надписью «Здесь похоронены 24 красногвардейца, погибшие в 1918 г. Вечная слава героям борьбы за дело рабочего класса».
- Обелиск борцам за Советскую власть в годы Гражданской войны
- Мемориал погибшим в годы гражданской войны и памятник В. К. Блюхеру — открыт в 1981 г., посвящён участникам похода Уральской партизанской армии под командованием В. К. Блюхера. На мраморных пилонах, расположенных сзади памятника, изображены эпизоды рейда. Памятник изготовлен Московским художественным фондом.
- Памятник 12 павшим борцам за Советскую власть в годы Гражданской войны — создан в 1928 году в честь 10-летия с начала освобождения Белорецка от белогвардейских войск на месте братской могилы по улице Серебренникова установлен обелиск, увенчанный Красной звездой с надписью «Здесь похоронены погибшие в 1918 г. за дело рабочего класса 12 красногвардейцев».
- Памятник белоречанам, погибшим при исполнении воинского и служебного долга на территории Северо-Кавказского региона
- Мемориал воинам-интернационалистам, погибшим в локальных конфликтах при исполнении служебного долга[1]
- Памятник белоречанам — ликвидаторам аварии на Чернобыльской АЭС
- Памятник белоречанам — железнодорожникам (г. Белорецк, 1982 г.) — открыт в честь 70-летия Железнодорожного цеха БМК. На прямоугольном постаменте установлен настоящий паровоз. В торцовой части постамента закреплена плита, увековечивающая честь и славу белорецких железнодорожников.
- Памятник Гайдару (г. Белорецк, 1984 г.) — А. Гайдар посетил Белорецк в сентябре 1921 года. Рейд его проходил по селам Серменево, Узян, Кага, Верхний Авзян. В отряд Гайдара входили белоречане и жители этих деревень.
- Памятник Калинину (г. Белорецк, 1972 г.) — установлен на плотине БМК, в память о приезде М. И. Калинина в Белорецк 3 декабря 1923 года.
- Памятник Ленину (г. Белорецк, 1987 г.) — выполнен из полого металла, с проработкой чеканкой, высота около 4 м. Памятник изготовлен Московским художественным фондом. Постамент высотой — 5 м облицован мраморной плиткой.
- Памятник Пушкину (г. Белорецк, 1937 г.) — установлен перед школой № 1 в связи со столетием со дня смерти А. С. Пушкина. Бюст изготовлен из белого мрамора на Свердловской гранильной фабрике.
- Стела, посвящённая Белорецкому ордена Кутузова стрелковому полку
- Стела Участникам трудового фронта (на плотине)
- Стела Павшим рабочим СПКП (цех № 11 БМК)

## Памятники архитектуры

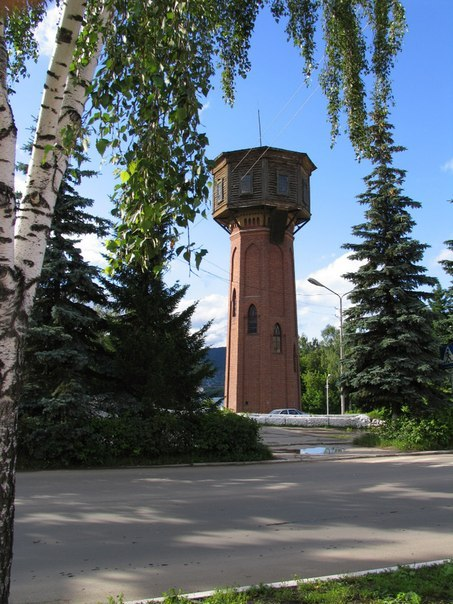
Водонапорная башня

- Лавка Мещеркина (г. Белорецк, ул. Ленина,20) — памятник архитектуры конца 19 века. Принадлежала купцу И. И. Мещеркину, который вел продовольственную торговлю. Рядом на углу ул. Кирова и Карла Маркса расположен дом Мещеркина.
- Дом Кузнецова (г. Белорецк, Пуховский пер,9) — памятник архитектуры конца 19 века. Изначально дом принадлежал управляющему горным округом В. А. Кузнецову. Это двухэтажное строение с каменным цокольным этажом и деревянным верхним. В основании имеет Г-образную форму с внутренним двориком. В 1918 здесь располагался большевистский штаб. С 1923 в доме размещался клуб им. Я. М. Свердлова.
- Комплекс БМК — является памятником промышленного градостроительства и архитектуры Урала (Указ Президента РФ от 20 февраля 1995 года). Основная историческая часть завода была возведена в период управления им торгового дома «Вогау и Кє» (1874—1917).
- Башня водонапорная (1916 г) — построена в 1916 году по немецкому проекту на средства Белорецкого железоделательного завода. Снабжала водой дома Верхнего селения. Была самым высоким строением в городе: высота 513,6 м над уровнем моря, 18 м над уровнем земли. Сложена из красного кирпича, увенчана многогранной бревенчатой надстройкой с окнами (бельведер). В верхней части башни сооружена смотровая площадка.

## Необычные памятники
Памятник лосю